# Buzura confusa
Buzura confusa là một loài bướm đêm trong họ Geometridae.